# Donje Mekušje
Donje Mekušje is een plaats in de gemeente Karlovac in de Kroatische provincie Karlovac. De plaats telt 232 inwoners (2001).